# Аксай (Кегенский район)
Аксай (каз. Ақсай) — село в Кегенском районе Алматинской области Казахстана. Входит в состав Узынбулакского сельского округа. Код КАТО — 195873200.

## Население
В 1999 году население села составляло 720 человек (368 мужчин и 352 женщины). По данным переписи 2009 года, в селе проживал 941 человек (485 мужчин и 456 женщин).